# Белобрюхий ястреб
Белобрюхий ястреб (лат. Tachyspiza  haplochroa) — вид хищных птиц из семейства ястребиных (Accipitridae). Подвидов не выделяют. Эндемик Новой Каледонии. Ранее данный вид помещали в род Accipiter. Молекулярно-филогенетические исследования показали, что род Accipiter является полифилетическим, и в результате последующей ревизии были созданы монофилетические роды, в один из которых и был включён данный вид.

## Описание
Белобрюхий ястреб достигает длины 32—40 см; размах крыльев 58—74 см; самцы весят от 152 до 218 г, самки намного тяжелее и весят от 227 до 281 г. Взрослые особи характеризуются коротким клювом, коротким хвостом и длинными крепкими ногами с короткими пальцами; крылья длинные, в сложенном состоянии их окончание заходит за кончик хвоста. Половой диморфизм в окраске оперения не выражен. Голова, верхняя часть тела и крыльев, горло и грудь однотонного черновато-сланцевого цвета, самые тёмные участки оперения на макушке, а самые светлые на горле и груди. Брюхо, бёдра и нижние кроющие перья хвоста белого цвета. Радужная оболочка у взрослых особей красная, у молодых жёлтая. Восковица от желтоватого до темноватого цвета, ноги жёлтые. Описаны взрослые особи, у которых горло и грудь также полностью белые, но они встречаются редко.
Из издаваемых звуков зафиксировано быстрое, пронзительное «tseee-tseee-tseee».

## Распространение и места обитания
Белобрюхий ястреб — эндемик Новой Каледонии. Естественными местами обитания являются тропические леса и опушки лесов в низинах и на холмах, от уровня моря до высоты 1300 м над уровнем моря, хотя в основном ниже 1000 м. Также встречается во вторичных лесах, а иногда и в саваннах, маквисах, мангровых зарослях и на возделываемых территориях.

## Биология
Белобрюхий ястреб охотится с низкой присады, совершая короткие вылазки за добычей. Обычно добывает пищу на земле, но иногда и на деревьях. В состав рациона входят ящерицы, гекконы, насекомые (кузнечики, жуки) и мелкие млекопитающие (например, Rattus exulans). Птицы играют менее важную роль в питании, хотя считается, что белобрюхий ястреб может добыть птиц размером с голубя или курицу.
Биология размножения практически не исследована. Отдельные наблюдения показывают, что сезон размножения продолжается с сентября до начала декабря.